# ゴロ/フライ比率
ゴロ/フライ比率（ゴロ/フライひりつ、GB/FB Ratio）は、セイバーメトリクスの指標の一つである。ゴロ（GB）の総数をフライ（FB）の総数で割り、ゴロとフライの比率を調べる。同じ数の場合は1となり、これより数値が大きくなるほどゴロの割合が高く、数値が小さくなって0に近付くほどフライの割合が高い投手である事が分かる。

## 概要
比較的ゴロの割合が高い投手はグラウンドボールピッチャーと呼ばれ、比較的フライの割合の高い投手はフライボールピッチャーと呼ばれている。MLBでは2005年頃から球数を節約してゴロで打たせて取る投球が出来るグラウンドボールピッチャーの評価が高まり、注目を浴びるようになった。
また、これと似た指標にGO/AOがあり、ゴロアウトの総数をフライアウトの総数で割って算出する。平均は1.08であり、この数値が高いほど全体のゴロアウトの比率が高い事が分かる。
飛球がフライとライナー（LD）の2種類に分類されており、内野フライ（IFFB）も集計されているFanGraphsによると、2002年から2013年までのフェアボールに占める各打球割合のMLB平均はLD約18～22％、GB約43～45％、FB約34～38％、IFFB約9～12％で推移している。

## グラウンドボールピッチャー
2002年以降の通算ではブランドン・ウェブ（64.2％：GB/FB1.82、GO/AO2.91）、デレク・ロウ（62.3％：GB/FB1.66、GO/AO2.61）、ティム・ハドソン（58.5％：GB/FB1.42、GO/AO2.04）、ジェイク・ウェストブルック（58.7％：GB/FB1.45、GO/AO2.19）、王建民（59.1％：GB/FB1.45、GO/AO2.17）はフェアボールの60％前後がゴロで占められており、このタイプの代表的な投手と言える。シンカーのように速く沈む芯を外す投球を主体としており、DP％（Baseball-Reference.comに記載のデータ。ゴロアウトに占めるゴロ併殺の割合でMLB平均が11％）が全員15％以上と多くの併殺を打たせている点で共通している。
一般的に被本塁打率が低い一方で、内野手が打球を処理する機会が多く、その守備力の影響も受けやすいので失策絡みの失点割合も高くなる傾向にある。ビル・ジェームズは最高の投手として名を挙げられる中でもこのタイプの投手は2割しか存在せず、近年になって過大評価されていると主張している。
グレッグ・マダックスは1994年・1995年・1996年と3年連続でゴロの割合が60％を超えており、1988年以降の通算でも55.9％の高数値を残している。他にアメリカ野球殿堂入りが有力視されている投手では、通算セーブ数世界1位の記録を保持するマリアノ・リベラが通算のゴロの割合が50.2％とグラウンドボール寄りであった。リベラの通算被本塁打率0.50は1995年から2013年までの期間で1000投球回以上投げた投手の中で最も低い率である。
宇佐美徹也の著書によると、1981年の西本聖はゴロアウト406に対して飛球アウトは198で、GO/AOは2.05を記録している。1980年7月25日の試合では12安打をされながら、2失点の完投勝利を収めている。5併殺を打たせてピンチを乗り切った。飛球2つ、三振2つ以外は全てゴロによるアウトで、巨人の内野手は1試合22補殺の記録を作った。1981年の日本シリーズ第5戦でも13安打をされながら、完封勝利を収めた。飛球1つ、三振4つ、あとの22のアウトは4併殺を含み、全てゴロによるものだった。

## フライボールピッチャー
2002年以降の通算ではクリス・ヤング（27.3％：GB/FB0.38、GO/AO0.45）、テッド・リリー（34.1％：GB/FB0.53
、GO/AO0.68）、ジェレッド・ウィーバー（33.2％：GB/FB0.51、GO/AO0.63）はフェアボールに占めるゴロの割合が30％前後にとどまっており、このタイプの代表的な投手と言える。回転数の多い空振りの取れるフォーシームを主体としている点で共通している。長期間活躍している投手は奪三振率が優秀である事が多い。
マリアノ・リベラに次ぐ通算セーブ数世界2位の記録を保持するトレバー・ホフマンは通算のゴロの割合が35.2％と完全にフライボール寄りであった。通算奪三振率は9.36と非常に優秀である。また、既にアメリカ野球殿堂入りを果たしているデニス・エカーズリーは実働24シーズンのうち、1988年から1998年までの11シーズンのゴロの割合は34.1％である。
xFIP算出の元になるHR/FB％（フライに占める本塁打の割合）はシーズン毎に数値の揺らぎが大きく、また投手の場合は長い年数をプレーした場合に通算9～10％に近い数値になる傾向が発見されている。USセルラー・フィールドのような本塁打のパークファクターが高い球場で多くプレーした場合には平均数値がこれよりも高くなる。そのためにこのタイプで奪三振率がそれほど高くない投手は一般的に被本塁打率が高くなり、パークファクターが高い球場との相性はあまり良くない。